# جوناثان سلفادور
جوناثان سلفادور (بالإسبانية: Jonathan Salvador)‏ (9 سبتمبر 1991 بكونثبثيون في تشيلي - ) هو لاعب كرة قدم تشيلي في مركز حراسة المرمى. لعب مع أرتورو فرنانديز فيال ويونيون إسبانيولا ونادي كونسيبسيون ‏.

## وصلات خارجية
- جوناثان سلفادور على موقع قاعدة بيانات كرة القدم.إي يو (الإنجليزية)
- جوناثان سلفادور على موقع Soccerway.com (الإنجليزية)
- جوناثان سلفادور على موقع AS.com (الإسبانية)